# Substituta varor
Substituta varor är varor eller i ekonomisk mening tjänster som är sinsemellan utbytbara och uppfyller konsumentens eller producentens nyttokrav. En sådan grundläggande nytta kan vara en människas behov av till exempel värme. Om detta kan uppnås genom elektriska radiatorer eller genom eldning av ved, så kan man säga att dessa "varor" är substitut till varandra, antingen vrider man på elektriciteten, eller eldar i kaminen. Valet av hur mycket elektricitet eller ved konsumenten kommer att välja är beroende dels av de olika värmekällornas effektivitet, konsumentens budget och priset på insatsvarorna.